# Estación La Banda (Belgrano)
La Banda era una estación de ferrocarril ubicada en la ciudad del mismo nombre, provincia de Santiago del Estero, Argentina.
Estaba ubicada a 1,5 km al oeste de la Estación La Banda del Ferrocarril General Mitre.

## Servicios
No presta servicios de pasajeros ni de cargas. Sus vías e instalaciones están a cargo de la empresa estatal Trenes Argentinos Cargas.
Fue inaugurada por el Ferrocarril Central Norte Argentino en 1906.